# Liste d'attente
Pour plus de détails, voir Fiche technique et Distribution.
Liste d'attente (Lista de espera) est un film cubain réalisé par Juan Carlos Tabío, sorti en 2000.

## Synopsis
Le film raconte l'histoire d'un groupe de passagers qui se retrouve au terminal de bus d'une petite ville cubaine. Mais aucun d'entre eux ne peut effectuer son trajet car tous les véhicules qui traversent le terminal sont pleins. Pour arriver à destination, ils se lancent tous dans la réparation d'un véhicule dans un état lamentable.

## Fiche technique
- Titre : Liste d'attente
- Titre original : Lista de espera
- Réalisation : Juan Carlos Tabío
- Scénario : Arturo Arango, Senel Paz et Juan Carlos Tabío
- Musique : José María Vitier
- Photographie : Hans Burmann
- Montage : Carmen Frías
- Production : Thierry Forte, Gerardo Herrero et Camilo Vives
- Société de production : Canal+, DMVB Films, Producciones Amaranta, Road Movies Filmproduktion, Tabasco Films, Tornasol Films et Vía Digital
- Société de distribution : Mars Distribution (France)
- Pays :  Cuba,  Espagne,  France,  Mexique et  Allemagne
- Genre : comédie dramatique et romance
- Durée : 105 minutes
- Dates de sortie : 
  - Espagne : 2 juin 2000
  - France : 14 juin 2000

## Distribution
- Vladimir Cruz : Emilio
- Tahimi Alvariño : Jacqueline
- Jorge Perugorría : Rolando / l'aveugle
- Noel García : Fernandez
- Alina Rodríguez : Regla
- Saturnino García : Avelino
- Antonio Valero : Antonio
- Jorge Alí : Cristobal
- Hiran Vega : Pedro Luis
- Mijail Mulkay : Manolo
- Leandro Sen : Erick
- Saskia Guanche : Katia
- Serafín García : Santiago
- Amelia Pita : Angelina
- Assenech Rodriguez : la grand-mère
- Roylan Altunaga : le petit-fils
- Ernán Hernández : Gustavo
- Gabriel López : Joel
- Doren Granados : Claudia
- Camila García : Wendy
- Coralia Veloz : Alicia
- Rubén Breñas : Julio Cesar
- Paula Ali : Cristina

## Distinctions
Le film a été nommé au prix Goya du meilleur film ibéroaméricain.